# Kalle-Stina

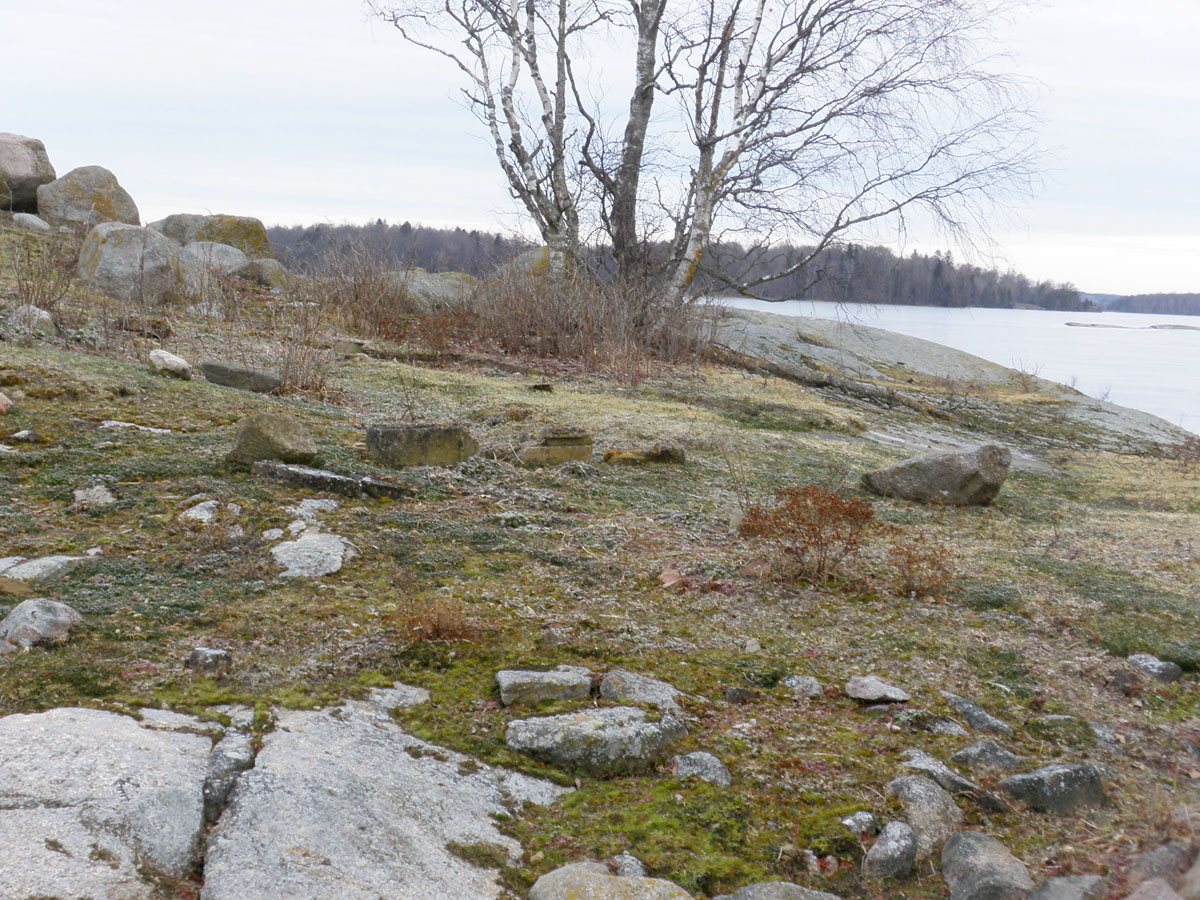
På ön Fläsklösen kan man se cementrester från grunden till Kalle-Stinas hus, ungefär mitt i bilden.

Karl Johan Kalle-Stina Andersson (även kallad Kalle Stina), född 25 februari 1873 i Tjärstads socken, död 27 februari 1951 i Rimforsa, var ett omtalat original i trakten runt Rimforsa med ett människoöde som fascinerat många. 
Kalle-Stina föddes som oäkta son av pigan Christina Andersdotter (1847–1924) i torpet Nysäter, där hon var inhyseshjon. Fadern uppges vara drängen Johan Otto Strand.
Han var döpt till Carl Johan, men kallades för Kalle-Stina eftersom hans mor hette Stina. Hon var känd i trakten som "mor Stina". I Nysäter var han och hans mor inhyse till år 1894 då de flyttar till Klasbo backstuga. Den 8 oktober 1909 gifte han sig med Augusta Vilhelmina Sandberg och flyttade då tillsammans med mor och fru till backstugan Kindalund. Kalle-Stina blev änkling i januari 1923 och under senare delen av 1920-talet började han tycka att livet i Rimforsa var allt för bullrigt och började leta efter ett nytt ställe att bo på. 
Han hittade den lilla kobben Fläsklösen i sjön Järnlunden i Östergötland och från ungefär 1930 bodde han permanent på ön. Kobben är bara cirka 100 kvadratmeter stor och hans stuga var 20–25 kvadratmeter. Stugan var till en början väldigt enkel men byggdes på efter hand och blev slutligen fyra rum och kök. Ett rum var extra tätt och isolerat med tidningspapper. Det fanns ingen jord på kobben varför Kalle-Stina måste ro över mylla för att ha något att odla i. Han bodde på kobben fram till 1945.
Kalle-Stina gavs många namn av Rimforsa-borna, bland annat "Kung Karl I av Fläsklösen", "Karl den I över riket Fläsklösen" och "enslingen på Fläsklösen". Han försörjde sig på fiske och på att hjälpa sommarboende i omgivningen. Han var också en hängiven radiolyssnare och reste tre antennmaster på ön.
I ett av avsnitten av "Utgrävarna" som sändes i SVT och Kunskapskanalen i november 2006 grävdes delar av Fläsklösen ut.

### Fotnoter
1. 1 2  Sveriges dödbok 1947-2003
2. ↑  Björkegren, Jan: "På väg med Kalle Stina" Vimmerby Tidning 15 juli 2004 Länk Arkiverad 28 september 2007 hämtat från the Wayback Machine.
3. ↑  Lundborg, Cajsa och Norin, Manil: "Kalle Stina på Fläsklösen" Länk Arkiverad 8 juli 2008 hämtat från the Wayback Machine.
4. ↑  Radioklubben CQ: "Pressmeddelande: DXpedition till Fläsklösen" Länk Arkiverad 9 oktober 2007 hämtat från the Wayback Machine.
5. ↑  ”Kung Karl den I av Fläsklösen”. Sveriges Television. Arkiverad från originalet den 25 maj 2012. https://archive.is/20120525112632/http://svt.se/svt/jsp/Crosslink.jsp?d=39809&a=493844. Läst 26 februari 2009.

### Webbkällor
- Leif Wallentinsson (maj 2007). ”Karl Johan Andersson, "Kalle Stina", 1873-1951”. Kulturarv Östergötland. http://www.kulturarvostergotland.se/default.asp?frmMain=/tplShowArticle.asp&ClientID=0&CategoryID=5645&ArticleID=203136. Läst 25 november 2007.